# Metabolic resistance training
Il Metabolic resistance training (MRT), tradotto letteralmente come esercizio di resistenza metabolico, è un tipo di allenamento con sovraccarichi (resistance training).
Questo metodo di allenamento, oltre alle normali finalità legate all'aumento dell'ipertrofia e forza muscolare, è stato appositamente concepito per massimizzare la perdita di grasso corporeo mediante un aumento del dispendio energetico durante e dopo l'esercizio, e un aumento del metabolismo basale.

## Pesi e dimagrimento
Nel senso comune l'allenamento coi pesi (resistance training) viene più raramente considerato come metodo per ridurre la percentuale di grasso corporeo. Eppure la ricerca scientifica ha da sempre ampiamente riconosciuto l'efficacia di tale strategia per promuovere la perdita di grasso tramite una vastissima mole di studi. Ciò ha portato ad esempio diverse organizzazioni sanitarie statunitensi ad introdurre tale metodo di allenamento in un programma per il mantenimento della buona salute. L'allenamento con sovraccarichi è una componente essenziale di qualsiasi programma di gestione del peso grazie al suo importante ruolo nel mantenere e/o aumentare la massa magra (muscolo), cosa che non viene permessa dall'attività aerobica. La massa muscolare contribuisce significativamente ad aumentare il metabolismo basale, che in altre parole si traduce in un aumento dell'energia spesa per poter mantenere tutte le funzioni corporee in stato riposo. Molti ricercatori hanno stabilito inoltre che l'esercizio con i pesi abbia un simile effetto sulla perdita di grasso se comparato con l'esercizio aerobico, con l'ulteriore vantaggio di conservare o aumentare la massa magra. Sembra che, indipendentemente dall'intensità dell'allenamento, in un periodo di circa 24 ore avvengano processi che promuovono l'ossidazione di lipidi, e ciò fa attribuire all'allenamento coi pesi un importante ruolo nella prevenzione dell'accumulo di grasso e obesità, ruolo non secondario rispetto all'attività aerobica. Ne fu una prova la precedente nascita del German Body Composition (GBC), un allenamento con i pesi di grande successo elaborato negli anni novanta dal famoso coach Charles Poliquin pensato per enfatizzare la riduzione del grasso corporeo. In anni recenti questa realtà scientifica sta venendo sempre più accettata all'interno del settore fitness e da parte dei tecnici del dimagrimento, e la recente nascita del Metabolic Resistance Training (MRT) è una prova di come questo principio si stia definitivamente affermando con dei metodi ben definiti, scientificamente provati, e appositamente pensati per ottenere un significativo miglioramento della composizione corporea accentuando più di tutti il fattore dimagrimento. Il metabolic resistance training o metabolic weight training è in realtà un termine generico che definisce uno stile che prevede il coinvolgimento di più gruppi muscolari, una particolare enfatizzazione dello stimolo sui gruppi muscolari grandi, allenamenti in modalità total body (tutto il corpo in un'unica seduta), alte ripetizioni, e pause brevi. Nella maggior parte dei casi, i protocolli in stile circuit training e aerobic circuit training rientrano sotto questa denominazione. Il termine "metabolico" è riferito al fatto che l'impatto metabolico e ormonale di questo tipo di allenamento dovrebbe risultare molto più elevato dell'esercizio coi pesi standard, presentandosi simile a quello creato da altri protocolli cardiovascolari anaerobici, come l'High Intensity Interval Training (HIIT). Anche se il termine metabolic resistance training può essere generalmente attribuibile ad un qualsiasi tipo di allenamento con tali caratteristiche, in questo contesto verrà trattata la modalità specifica elaborata dal famoso coach americano Brad Schoenfeld.

### Sovraccarichi e EPOC
Uno degli obiettivi del MRT è quello di massimizzare l'EPOC, cioè il consumo di ossigeno in eccesso post-esercizio. Questo concetto, noto in passato come debito di ossigeno,  rappresenta in altri termini l'incremento del metabolismo basale e del dispendio energetico per diverse ore a seguito dell'allenamento fisico.
Negli ultimi anni alcune ricerche hanno segnalato che l'esercizio anaerobico di resistenza con i pesi può avere un ruolo più importante nella perdita di grasso rispetto all'esercizio aerobico proprio per il grande impatto che questo può avere sul EPOC. Gran parte della ricerca scientifica riporta che l'EPOC si eleva maggiormente e per un tempo più lungo con l'allenamento anaerobico con i pesi rispetto all'allenamento aerobico. Un interessante dato proviene dallo studio di Schueke (2002), il quale riscontrò che l'allenamento anaerobico di resistenza con i pesi ad intensità medio-alta riesce ad estendere la durata del EPOC fino a 30 ore a seguito dell'esercizio. Studi successivi rilevarono che l'esercizio di resistenza è in grado di esaltare l'EPOC fino a 72 ore, riuscendo a portare ad un consumo extra di circa 300 kcal. L'intensità dell'allenamento fisico ha un grande impatto sull'EPOC, e sembra che questa riesca ad incidere su questo parametro in maniera proporzionale. Tenendo conto dei risultati scientifici, l'MRT ha voluto basare il proprio schema di allenamento in modo da aumentare il più possibile l'entità e la durata del EPOC.

## Caratteristiche del metodo MRT
Come era stato menzionato in precedenza, metabolic resistance training (MRT) è in realtà un termine piuttosto generico che fa riferimento ad un approccio di allenamento legato all'esercizio con i pesi, il quale prevede di introdurre diverse strategie e metodiche atte a massimizzare il dispendio energetico e la perdita di grasso, naturalmente promuovendo allo stesso tempo la crescita e la forza muscolare. Il già citato German Body Composition (GBC) di Charles Poliquin, un metodo che prese piede negli anni novanta, promuoveva a grandi linee queste strategie, e può essere riconosciuto come uno dei più popolari protocolli con i pesi "metabolici". L'MRT include varie combinazioni di allenamento intenso che stimolano il miglioramento della capacità cardiovascolare e muscolare. Esso promuove principi e tecniche come super set, tri set, o set giganti, circuit training (CT), controllo della velocità di movimento (speed of movement), ripetizioni eccentriche, prolungamento del Time Under Tension (TUT), tempi di recupero ridotti, una prevalenza di esercizi base (multiarticolari), e possibilimente il raggiungimento del cedimento muscolare. Il protocollo MRT non prevede sedute aerobiche tradizionali sulle macchine cardio ad intensità bassa-moderata e costante (Steady State Training), ma molto spesso pone l'accento sulla combinazione tra esercizio aerobico e anaerobico con il super circuit training (SCT), il quale fonde le due metodiche in un unico protocollo di allenamento, offrendo un maggiore stimolo metabolico se confrontato ai rispettivi metodi tradizionali. Contrariamento ai classici allenamenti con i pesi a media e alta intensità (70-90% 1RM), l'MRT pone maggior enfasi sulla densità di allenamento, parametro che non a caso appare più pronunciato negli allenamenti a circuito, nei quali il Time Under Tension viene prolungato il più possibile, mentre i tempi di recupero subiscono una riduzione importante. Sembra che, per come viene proposto nell'MRT, la densità di allenamento riesca ad incidere sul dimagrimento più che l'intensità (intesa come % 1-RM).
L'MRT propone di aumentare il costo metabolico durante e dopo l'esercizio, intendendo esaltare questo aspetto più del metodo coi pesi tradizionale. I miglioramenti del MRT si estenderebbero quindi su più obiettivi; se correttamente organizzato, è un sistema che può permettere di bruciare grasso, e allo tempo stesso guadagnare miglioramenti dell'ipertrofia e della forza muscolare. Per quanto riguarda i benefici sulla prestazione, è stato stabilito che un allenamento ad alte ripetizioni (15-20) e tempi di recupero brevi (20 s) - cioè un allenamento in stile MRT - consente di migliorare la soglia lattacida e ridurre l'accumulo di ioni idrogeno (H+), e ciò favorisce un intervento più efficiente delle fibre muscolari durante una prestazione ad intensità submassimale. La soglia anaerobica (o soglia del lattato) è il punto in cui l'acido lattico comincia rapidamente ad accumularsi nei muscoli. L'accumulo di acido lattico può interferire con la contrazione muscolare riducendo le ripetizioni. L'MRT contrasta gli effetti negativi dell'acido lattico, migliorando la capacità di tamponarlo trasportandolo fuori del tessuto muscolare. Il risultato è una maggiore tolleranza a volumi di lavoro più elevati, una componente importante per massimizzare la crescita muscolare.
L'effetto complessivo del MRT è un maggiore disturbo metabolico che a sua volta può elevare il dispendio energetico maggiormente sia durante che dopo l'allenamento. Sebbene l'esercizio con sovraccarichi venga generalmente riconosciuto come un sistema efficace per ridurre la massa grassa anche solo con i protocolli standard, questo stile di allenamento potrebbe essere ancora più funzionale ai fini del dimagrimento rispetto ai metodi tradizionali.

### Obiettivi essenziali del MRT[18]
- aumentare il metabolismo basale e totale;
- aumentare il dispendio energetico/calorico;
- alzare la soglia e la tolleranza lattacida;
- migliorare la capacità cardiovascolare;
- aumentare la forza muscolare;
- aumentare la massa muscolare;
- ridurre la massa grassa;

### I 5 principi del MRT[1]

#### 1. Stimolare tutti i muscoli principali ad ogni sessione di allenamento[1]
L'MRT dovrebbe essere un allenamento in modalità Total body, ovvero che impone la stimolazione di tutti i muscoli principali ad ogni sessione. Poiché il costo metabolico di un esercizio è direttamente proporzionale alla quantità di muscoli coinvolti, non solo è indicato allenare più gruppi muscolari in un allenamento, ma anche prediligere gli esercizi base/poliarticolari. Gli esercizi poliarticolari (che coinvolgono più articolazioni), e polimuscolari (che coinvolgono più muscoli) possono essere meglio adatti ad essere introdotti nel programma, in quanto richiedono un maggiore dispendio energetico, creano una maggiore risposta degli ormoni anabolici e lipolitici, producono una maggiore forza e resistenza muscolare generale, se paragonati agli esercizi monoarticolari e monomuscolari. L'allenamento dei gruppi muscolari o dei muscoli grandi induce anche un maggiore EPOC (dipendio energetico in eccesso post-allenamento) rispetto ai muscoli o gruppi muscolari piccoli, e l'esecuzione di esercizi base (poliarticolari), induce un EPOC maggiore degli esercizi complementari (monoarticolari). È interessante notare che l'EPOC è stato riconosciuto come un importante fattore in grado di incidere sul dimagrimento, poiché in questa fase post-esercizio il metabolismo si sposta su un utilizzo preferenziale dei lipidi piuttosto che dei glucidi. In altre parole, coinvolgendo più muscoli si consuma più energia. L'MRT quindi promuove i movimenti composti come squat, rematori, presse, bilancieri. Gli esercizi mono-articolari o di isolamento muscolare vengono in questo caso riservati ai muscoli delle braccia e dei polpacci.
Nel MRT si suggerisce inoltre di contenere l'allenamento di resistenza entro 3 giorni a settimana non consecutivi, ad esempio lunedì, mercoledì, venerdì. Questo per ottimizzare lo stress metabolico e permettere un adeguato recupero, il quale influisce anche sulla crescita muscolare.

#### 2. Raggruppare più esercizi in meno tempo[1]
Uno dei principi fondamentali del MRT è quello di raggruppare più esercizi in meno tempo secondo il protocollo tipico del Circuit training. Ciò si ottiene con l'esecuzione di alte ripetizioni (15-20 ripetizioni per serie, pari a circa il 60-65% 1RM) con un riposo minimo tra le serie. La chiave per ottimizzare i risultati è quello di allenarsi a livelli di sforzo massimi o quasi massimi. Si prevederebbe quindi di portare la maggior parte dei set al cedimento muscolare o vicino a tale soglia. Se le ripetizioni non vengono portate a questo livello per completare ogni set, l'impatto metabolico e i risultati ne verrebbero penalizzati. L'MRT supporta tale principio in quanto è stato riscontrato da alcuni studi che alte ripetizioni e basse intensità (circa 30-55% 1RM) - in stile allenamento di resistenza a bassa intensità e alta durata muscolare - risultano in un maggiore dispendio energetico rispetto all'esercizio a moderata o alta intensità (70-90% 1RM). Altre ricerche hanno invece constatato che, a parità di intensità di carico, il dispendio energetico durante e dopo l'allenamento viene incrementato anche limitando i tempi di recupero tra le serie a 30 o meno secondi. Altre ricerche hanno dimostrato che quando i soggetti seguivano pause di 30 secondi tra le serie di distensioni su panca piana, il dispendio calorico era più elevato del 50% rispetto a quando le pause erano di 3 minuti.
Sembra quindi che limitare i tempi di recupero tra le serie sia più importante ai fini della perdita di grasso rispetto all'ammontare del carico. Secondo ulteriori conclusioni, l'allenamento Circuit training, eseguito ad un'intensità del 50% 1RM con pause da 30 secondi porta ad un maggiore EPOC rispetto all'allenamento di resistenza tradizionale applicando intensità dell'80% 1RM con 120 secondi di pausa. Un aumento del Time Under Tension e una riduzione massima dei tempi di recupero porta ad incrementare significativamente il parametro densità, cioè la somma del tempo di tensione muscolare totale svolta durante l'allenamento.

#### Controllare la velocità del movimento
L'MRT prevede di tenere sotto controllo la velocità del movimento (Speed of movement) con delle precise tempistiche nella fase concentrica ed eccentrica. Le ripetizioni devono essere eseguite ad un ritmo moderatamente veloce, in particolare nella fase concentrica (o positiva) del movimento. Questo principio si basa sul fatto che alcune ricerche hanno riscontrato un maggiore dispendio energetico generale con l'allenamento di resistenza tradizionale rispetto alla tecnica Super slow, la quale consiste nell'eseguire i movimenti molto lentamente.

##### 3. Accelerare la fase concentrica[1]
La fase concentrica secondo il metodo MRT dovrebbe essere più esplosiva possibile, trovando una durata di circa 1 secondo, senza però che ne venga compromessa la tecnica e la pulizia del movimento. Questo permetterebbe di usare maggiori carichi e quindi aumentare l'intensità relativa a parità di ripetizioni massime (% 1RM).

##### 4. Accentuare la fase eccentrica[1]
Le ripetizioni eccentriche (o negative), vengono invece eseguite più lentamente. I muscoli resistono all'attrazione gravitazionale nella fase negativa di ogni ripetizione. Anche in questo caso tale principio, molto comune del body building, è supportato dal fatto che è stato scientificamente dimostrato abbia un significativo effetto sul dispendio energetico durante e dopo l'allenamento. Viene indicata una fase negativa della durata di circa 2-3 secondi. Non rispettare questo principio potrebbe ridurre i risultati. Secondo i risultati di Dolezal et al. (2000), usare 1 secondo nella fase concentrica e 3 secondi nella fase eccentrica influisce sull'aumento del metabolismo basale per 72 ore, contrariamente ad un tempo di 1 secondo per la fase concentrica e 1 per la fase eccentrica. È stato teorizzato che l'aumento del danno muscolare causato dalla ripetizione eccentrica richiede un maggior consumo energetico nella fase di recupero post-allenamento.

#### 5. Allenarsi fino al massimo livello di fatica[1]
Anche se l'MRT prevede l'esecuzione di esercizi a bassa intensità, relativa al 50-60% 1RM, i quali potrebbero equivalere indicativamente a 15-20 ripetizioni massime (RM), secondo i principi di questo sistema si suggerisce di portare sempre le serie al cedimento muscolare o quasi, in modo da prolungare il più possibile il Time Under Tension (TUT) della serie, e incrementare il dispendio energetico durante e dopo l'allenamento. Infatti intensità più ridotte sono inversamente proporzionali ad un maggiore tempo di esecuzione della serie (TUT), il quale perdura ulteriormente portando la stessa al cedimento muscolare, e questo inciderebbe positivamente sul dispendio calorico e sulla perdita di grasso.
Il Time Under Tension può avere un importante ruolo nella perdita di grasso, poiché più lungo è il tempo sotto tensione (la durata della serie), maggiore è la produzione di acido lattico, il quale è a sua volta proporzionale alla produzione di somatotropina (GH). Il GH è un ormone dalle note proprietà lipolitiche (mobilizzazione del grasso di deposito), oltre che anaboliche sul muscolo scheletrico. L'impiego di lipidi nel periodo post-allenamento (EPOC) è direttamente correlato alla secrezione di GH indotta dall'allenamento fisico. È stato rilevato che il TUT abbia un impatto diretto sul dispendio calorico e sul dimagrimento; è stato infatti recentemente dimostrato che, a parità di intensità di carico e ripetizioni, TUT più lunghi aumentano il dispendio energetico durante e dopo l'allenamento, incidendo quindi sul EPOC.
Si conclude che il metodo MRT supporta il concetto di TUT protratti più a lungo possibile, fino al cedimento muscolare, con il fine di incrementare il dispendio calorico, aumentare la spesa lipidica nel post-allenamento (EPOC), e indurre degli stimoli ormonali favorevoli anche sullo sviluppo della massa muscolare. Considerando che lo Speed of movement previsto per ogni ripetizione dura 4 secondi, e che le ripetizioni per serie previste sono 15-20, il Time Under Tension dovrebbe trovare una durata minima di 60 secondi.

### I metodi proposti dal MRT

#### Circuit training (CT)
Il Circuit Training (CT) è uno stile di allenamento di resistenza il quale consiste nell'eseguire serie multiple (di solito 8-12) consecutivamente ad alte ripetizioni (di solito 12-20) e bassa intensità (40-60% 1RM), e pause minime (al massimo di 10-20 secondi). Il CT è probabilmente uno dei metodi di allenamento più enfatizzati dal MRT. Ciò è supportato dal fatto che alcuni studi hanno riconosciuto questo allenamento come efficace per un alto dispendio energetico. Il costo energetico di una sessione di circuito è stato stimato essere di 7 kcal/kg/hr, e questo può equivalere a circa 600 calorie all'ora per un uomo di 80 kg. Inoltre, il Circuit training ha dimostrato avere effetti maggiori sull'ampiezza e la durata della EPOC rispetto agli allenamenti di resistenza tradizionali. Si è stimato quindi che un CT ben impostato ed eseguito possa contribuire ad ossidare una notevole quantità di grasso corporeo.
Un Circuit training tipico di un allenamento in stile MRT prevede una serie di esercizi eseguiti consecutivamente, alternando i movimenti di spinta e di trazione, partendo dalla parte superiore del corpo e passando alla parte inferiore (Total body). Un esempio può essere petto, schiena, spalle, bicipiti, tricipiti, quadricipiti, ischio-crurali, polpacci e addominali. I tempi di recupero vengono ridotti al minimo, entro 15-30, ma possibilmente al di sotto dei 20 secondi, completando il circuito per 3 volte.

#### Super circuit training (SCT)
Diversamente dal Circuit Training con i pesi tradizionale, il Super Circuit Training (chiamato anche Aerobic Circuit Training o Cardio Fit Training) combina gli esercizi tipici dell'allenamento di resistenza con il tradizionale allenamento cardiovascolare, con il fine di produrre sia miglioramenti sotto il profilo della forza e massa muscolare, che sulla capacità cardiovascolare, enfatizzando quest'ultimo aspetto se comparato al normale CT. In questo tipo di protocollo, gli esercizi di resistenza sono alternati stazioni aerobiche la cui durata varia da 30-60 secondi a 5 o più minuti, a moderata intensità, e con periodi di recupero molto brevi o nulli. Gli esercizi di resistenza possono essere svolti usando pesi liberi, macchine isotoniche, e calistenia (esercizi a corpo libero). Esempi di esercizi aerobici a moderata intensità sono i vari macchinari cardio come treadmill, stepper, elliptical trainer, bike ecc.
Sebbene gli effetti metabolici del SCT siano stati meno studiati, evidenze scientifiche mostrano che tale sistema sia in grado di migliorare la capacità cardiovascolare, la composizione corporea, e la forza muscolare, incidendo in maniera importate sul dimagrimento. Questo ha dimostrato che l'SCT riesce a stimolare dei miglioramenti tipici di entrambi i tipi di allenamento, anaerobico e aerobico, in un unico protocollo. Ciò che però risulta ancora più interessante, è che sono stati riscontrati maggiori benefici sul dimagrimento se comparati a quelli del normale Circuit training, e ciò ha portato ad includere l'SCT all'interno di un tipico programma MRT.

#### Paired set training e Superset
Un superset è una nota tecnica speciale applicata nell'allenamento di resistenza in cui due esercizi sono eseguiti in successione senza riposo. In alcuni casi un super set prevede lo stimolo dello stesso muscolo con due esercizi diversi eseguiti consecutivamente, mentre altre volte il superset comporta lo stimolo consecutivo dei gruppi muscolari cosiddetti antagonisti (ad esempio schiena/petto, bicipiti/tricipiti, quadricipiti/ischio-crurali, ecc.). Quando la tecnica del super set viene applicata a tutte le stazioni durante l'intera seduta di allenamento, si può parlare di Paired set training (traducibile in allenamento a serie accoppiate). Questa metodica ha dimostrato di aumentare l'EPOC e portare ad un maggiore dispendio energetico totale rispetto al tradizionale allenamento di resistenza.
Meglio ancora, i super set possono effettivamente aumentare la forza muscolare attraverso un fenomeno chiamato "inibizione reciproca", e/o un aumento di accumulo di energia elastica nel complesso muscolo-tendineo. In altre parole si sarebbe in grado di migliorare la capacità di resistenza sulle serie successive, consentendo di allenarsi ad alti livelli di intensità. Alcuni studi hanno inoltre riscontrato che questa tecnica di allenamento riesce ad aumentare l'ipertrofia muscolare del 40% rispetto ai metodi che prevedono l'esecuzione di serie singole. Da questi dati si può concludere che il super set o il paired set training possono favorire il miglioramento della composizione corporea in due direzioni, stimolando un maggiore dispendio energetico ma anche un maggiore stimolo ipertrofico.
Impostare stazioni che colpiscono i muscoli agonisti/antagonisti in modo da essere in grado di passare rapidamente da un esercizio all'altro. Eseguire una serie del primo esercizio e poi passare direttamente al secondo movimento. Il tempo di recupero previsto è di circa 30 secondi, per poi eseguire due ulteriori superset. Una volta terminato, passare alla successiva coppia di muscoli agonisti/antagonisti - e così via - fino a quando tutti i gruppi muscolari sono stati stimolati.

### Sintesi
Il principi del MRT in sintesi si concentrano su:
- bassa intensità (50-60% 1RM);
- alto volume (15-30 stazioni);
- alta densità;
- medio-bassa frequenza (3 giorni settimanali);
- elevato Time Under Tension (60-80 secondi);
- brevi tempi di recupero (0-30 sec.);
- alte ripetizioni (15-20);
- ripetizioni eccentriche;
- Speed of movement "3-X-1-X";
- cedimento muscolare;
- prevalenza di Circuit Training (CT)
- prevalenza di esercizi multiarticolari ad alta sinergia muscolare;
- prevalenza di allenamenti Total body;
- prevalenza di attività anaerobica lattacida;
- attività cardio solo in modalità mista coi pesi (Super Circuit Training);

### Valutazioni finali e controversie
Il recentissimo Metabolic resistance training ha dimostrato l'apprezzabile peculiarità di basare il proprio criterio di allenamento sull'interpretazione di dati puramente scientifici, contrariamente ad altri metodi fondati a volte su ipotesi prive di riscontri effettivi a livello scientifico o sul puro empirismo. Tuttavia sembra che l'elaborazione del MRT sia stata formulata - come per altro altre teorie di allenamento - sulla base di un'interpretazione parziale della letteratura scientifica sull'argomento, senza valutarne la controparte. Alcuni dei principali punti che possono essere messi in discussione sulle strategie adottate dal MRT riguardano la scelta quasi esclusiva di allenamenti a circuito (CT e SCT), allenamenti a bassa intensità, alte ripetizioni, e brevi tempi di recupero per massimizzare il dispendio energetico generale, l'EPOC, e la perdita di grasso.
I promotori del MRT fanno principalmente affidamento sugli allenamenti in stile Circuit training citando i risultati di una ricerca (Murphy e Schwarzkopf, 1992) la quale concluse che questo porti ad un maggiore dispendio energetico nel post-allenamento (EPOC) rispetto al metodo di allenamento tradizionale ad intensità medio-alta (80% 1RM). Tuttavia, altre ricerche hanno trovato riscontri opposti. Elliot et al. (1988) ad esempio, paragonarono le differenze tra l'EPOC dato dall'attività aerobica, dal Circuit Training, o dall'allenamento di resistenza ad alta intensità (90% 1RM). Essi conclusero che quest'ultimo produceva l'EPOC maggiore rispetto al circuit training e all'attività aerobica.
E ancora, secondo i risultati di La Forgia et al. (2006), l'intensità dell'allenamento fisico ha un grande impatto sull'EPOC, e sembra che questa riesca ad incidere su questo parametro in maniera proporzionale. Alcune ricerche come quelle di Gilette et al. (1994) e Thornton e Potteiger (2002) stabilirono chiaramente che il resistance training ad alta intensità incideva sul EPOC maggiormente rispetto allo stesso esercizio ad intensità inferiori. Eppure durante i protocolli MRT viene imposto un drastico decremento di questo parametro. L'intensità appare come una questione delicata nell'ambito del dimagrimento. Tutti i protocolli di allenamento previsti dal MRT sono eseguiti a bassa intensità, tra i vari motivi, per poter permettere l'esecuzione degli allenamenti a circuito, per permettere di prolungare il Time Under Tension il più possibile, e per rispettare tempi di recupero molto brevi. In definitiva tali strategie permettono di incrementare in maniera importante il parametro densità. Tutto questo è basato sui risultati di alcuni studi che hanno rilevato come alte ripetizioni e basse intensità (circa 30-55% 1RM) - in stile allenamento di resistenza a bassa intensità e alta durata muscolare - risultano in un maggiore dispendio energetico rispetto all'esercizio a moderata o alta intensità (70-90% 1RM). Eppure altre evidenze scientifiche rivelano che il dispendio di carboidrati durante l'esercizio e il dispendio di grassi durante il recupero cresce in proporzione all'incremento dell'intensità dell'esercizio...esiste una correlazione positiva tra l'intensità dell'esercizio e sia il dispendio glucidico durante l'esercizio, che il dispendio lipidico durante il recupero (tempi di recupero tra le serie e EPOC), e l'incremento dell'impiego lipidico durante il recupero con alte intensità è legato alla secrezione di GH (Pritzlaff et al, 2000). Precedentemente, anche altri studi come quello di Pyka et al. (1992), constatarono che la produzione di GH - ormone che permette il dimagrimento - non risultava significativo a basse intensità (60% 1RM), ma ad intensità medio alte (tra il 70 e l'85%) il rilascio ormonale incrementava progressivamente. Risultati simili erano stati ottenuti da Vanhelder et al. (1984), il quale riscontrò maggiori livelli di GH in proporzione all'intensità dell'allenamento
Kang et al. (2005) paragonando tre diversi protocolli di allenamento su 4 serie di squat (15 rip. al 60% 1 RM; 10 rip. al 75% 1 RM; 4 rip. al 90% 1 RM), che differivano tra loro per un diverso rapporto volume/intensità, notarono che l'esercizio di resistenza svolto a bassa/moderata intensità e moderato/alto volume creavano un maggiore incremento del metabolismo durante il recupero (EPOC). Non è quindi definitivamente chiaro se ai fini del dimagrimento sia più efficace l'allenamento tradizionale in cui viene enfatizzata maggiormente l'intensità, con recuperi maggiori e inferiori TUT, oppure l'esercizio in Circuit training in cui l'intensità viene ridotta, i recuperi sono molto brevi, e il TUT è molto maggiore.
L'MRT propone una velocità di movimento della durata di 3 secondi nella fase eccentrica, e 1 secondo nella fase concentrica, portando ad una durata di una ripetizione di 4 secondi. Alcuni studi però riconoscono che un allenamento di resistenza a bassa intensità con movimenti più lenti (4 sec parte concentrica e 4 sec parte eccentrica, quindi 8 secondi totali per ripetizione) porti ad un maggiore dispendio energetico rispetto ad allenamenti con movimenti normali (1 sec rispettivamente fase concentrica e eccentrica) sia a bassa che ad alta intensità. In questo caso i sostenitori del MRT giustificano la scelta di una velocità di movimento relativamente più rapida per poter permettere di mantenere più elevata l'intensità. Effettivamente più lenta è la velocità di movimento e più viene penalizzato il carico a parità di ripetizioni, e ciò dimostra che anche questo metodo vuole mantenere l'intensità entro certi range. Inoltre è stato da tempo accertato che la contrazione concentrica produce un maggiore dispendio energetico rispetto alla fase eccentrica, ciò nonostante il metodo MRT, che basa la sua strategia sulla massimizzazione della spesa energetica, paradossalmente enfatizza la fase eccentrica e riduce al minimo i tempi della fase concentrica.
Quello che si può accertare, è che l'aumento della densità di allenamento ottenuta tramite l'utilizzo di tecniche che prolungano il tempo sotto tensione del muscolo (TUT; Time Under Tension) durante la serie nell'attività con i pesi (come il super set, lo stripping, o il super slow), promuovono un aumento del dispendio calorico e del EPOC rispetto all'allenamento tradizionale, così come viene aumentato anche riducendo le pause tra le serie (anche queste legate alla densità) o con un circuito coi pesi senza pause. Infine, come accade spesso per altri stili di allenamento di resistenza non testati, non ci sono prove scientifiche che abbia maggiori capacità nel favorire la perdita di grasso rispetto ai normali protocolli a media e alta intensità. Tali risultati comunque difficilmente potrebbero essere stabiliti con precisione, perché nelle varie ricerche vengono impostati dei protocolli e delle variabili anche molto diverse, come il carico, l'intensità, il volume, gli esercizi, le serie, le ripetizioni, e i recuperi. Anche la massa muscolare dei soggetti, o i loro stato di forma, può determinare delle variabilità sui risultati. Ciò che può essere constatato con certezza è che l'allenamento anaerobico di resistenza con sovraccarichi può essere scientificamente riconosciuto come un metodo altrettanto indicato per la perdita di grasso al pari dell'attività aerobica, naturalmente se impostato in maniera tale favorire tale processo. I parametri intensità, densità e volume, e un corretto regime alimentare, sembrerebbero allo stesso modo importanti per poter permettere che questi processi avvengano.
Per finire, l'MRT è un approccio di allenamento particolarmente duro, quindi può probabilmente rivelarsi inadatto per soggetti decondizionati. Molti individui, specie i principianti, i sedentari o sovrappeso, al primo impatto potrebbero trovare delle notevoli difficoltà ad adattarsi a questo tipo di allenamento. Anche se svariate ricerche riconoscono nel Circuit training (CT) uno stile di allenamento più adatto per i soggetti decondizionati - come i cardiopatici - rispetto ai normali protocolli, un allenamento MRT può rivelarsi più duro di un normale CT, in quanto pensato per intensificare la spesa energetica.

## La ricerca scientifica su pesi e dimagrimento
Nonostante l'esercizio di resistenza possa incrementare il peso corporeo complessivo, esso ha un potente effetto sulla riduzione della massa grassa. Cullinen e Caldwell rilevarono che le donne normopeso (tra 19 e 44 anni) seguendo un programma di resistenza a media intensità (2 giorni a settimana per 12 settimane) incrementarono significativamente la massa magra (circa 4,5%) e ridussero la massa grassa di circa l'8,7%. Nello studio di Wilmore (1974), i soggetti sottoposti allo studio si allenavano per 2 giorni a settimana per 10 settimane. Ad ogni sessione di allenamento, eseguivano 2 serie da 7-9 ripetizioni massime (RM) di 8 differenti esercizi con i pesi. Maschi e femmine riscontrarono simili alterazioni della composizione corporea. Sebbene il peso totale fosse rimasto stabile, la massa magra incrementò significativamente in entrambi i sessi. Come risultato dell'esercizio di resistenza, la percentuale di massa grassa diminuì del 9,6% per le donne, e del 10% per gli uomini.
Campbell et al. (1994) esaminarono i cambiamenti della composizione corporea e del metabolismo energetico in 12 uomini e donne di età compresa tra i 56 e i 80 anni, prima e dopo 12 settimane di allenamento di resistenza. I soggetti sono stati assegnati in modo casuale a gruppi con un apporto proteico che differiva da 0,8 a 1,6 g/kg totale e adeguata per mantenere il peso corporeo a livello basale. La massa grassa (FM) è diminuita mediamente di 1,8 kg e la massa magra (FFM) è aumentata in media di 1,4 kg nei soggetti con un mantenimento stabile del peso. Con l'allenamento di resistenza, l'apporto energetico medio richiesto per il mantenimento del peso corporeo è aumentato di circa il 15%. L'aumento della spesa energetica era dovuto all'aumento del metabolismo basale e al costo energetico dell'esercizio. I ricercatori conclusero che l'allenamento di resistenza è un modo efficace per aumentare il fabbisogno energetico, diminuire la massa grassa, e mantenere la massa magra nei soggetti anziani, e può essere utile come metodo da introdurre nei programmi di controllo del peso per adulti anziani.
Marks et al. (1995) valutarono gli effetti dell'esercizio anaerobico di resistenza, dell'esercizio aerobico, o di entrambi, in combinazione con la dieta (moderatamente ipocalorica) su donne moderatamente sovrappeso. Tutti i protocolli (resistenza, aerobica, o resistenza+aerobica) hanno mantenuto la massa magra alipidica (FFM). Questo risultato suggerisce che la FFM può essere manutenuta purché l'introito calorico ammonti ad almeno 1200 kcal giornaliere. Se comparati al gruppo di controllo, i tre gruppi che seguirono i protocolli di allenamento e dieta persero più grasso corporeo (da 3,7 a 5,4 kg) e massa grassa, ma non c'era differenza nella perdita di peso e di grasso tra i gruppi di studio. Questi dati suggeriscono che l'allenamento di resistenza può essere efficace allo stesso modo dell'allenamento aerobico in un programma per la perdita di peso.
Bryner et al. (1999) compararono gli effetti di 12 settimane di esercizio anaerobico o aerobico sulla massa magra e sul metabolismo basale su individui sotto regime fortemente ipocalorico (800 kcal al giorno). Il gruppo aerobico eseguiva esercizi quali camminata, bicicletta e stair climber (salita gradino). Il gruppo anaerobico eseguiva un tradizionale esercizio di resistenza da 2 a 4 serie, 8-15 RM, per 10 esercizi. Il peso corporeo del gruppo aerobico subì un decremento maggiore rispetto a quello del gruppo anaerobico. Tuttavia l'esercizio aerobico causò anche un decremento significativo della massa magra e del metabolismo basale. Il gruppo anaerobico di resistenza al contrario mantenne la massa magra e aumentò il metabolismo basale. Questi risultati suggeriscono che l'esercizio di resistenza può rivelarsi un metodo superiore rispetto all'esercizio aerobico per preservare la massa magra e il metabolismo basale nei soggetti sotto regime altamente ipocalorico. È stato dimostrato che il solo regime dietetico può abbassare il metabolismo basale del 20% (che potrebbero essere approssimativamente circa 300 calorie consumate in meno al giorno). La ricerca di Bryner dimostrò quindi che l'esercizio di resistenza risulta come uno dei migliori interventi protettivi per mantenere elevato il metabolismo basale - e quindi l'ossidazione lipidica basale - durante un programma calorico restrittivo per la perdita di peso.
Kraemer et al. (1999) esaminarono gli effetti fisiologici di un regime alimentare sulla perdita di peso, senza esercizio fisico, con esercizio fisico aerobico, e con esercizio fisico aerobico e anaerobico. 35 uomini sovrappeso oggetti dello studio vennero distribuiti in 4 gruppi differenti: il primo era il gruppo di controllo, il secondo seguiva solo il regime alimentare, il terzo gruppo seguiva la dieta in abbinamento all'esercizio aerobico per 3 volte a settimana, il quarto gruppo seguiva la dieta con l'esercizio aerobico in abbinamento con quello anaerobico di resistenza, sempre per 3 volte a settimana. Dopo 12 settimane, i 3 gruppi sottoposti a dieta o dieta ed esercizio dimostrarono tutti una significativa riduzione del peso corporeo. Tuttavia tra i 3 gruppi di studio, il grasso corporeo subì una riduzione 69% nel gruppo solo a dieta, 78% nel gruppo aerobica, e del 97% nel gruppo aerobica e anaerobica. Il gruppo solo a dieta mostrò anche una riduzione della massa magra. Lo studio ha dimostrò che la combinazione tra regime dietetico per la perdita di peso e l'allenamento di resistenza in combinazione con l'aerobica produce risultati migliori rispetto sia alla combinazione tra un regime dietetico per perdita di peso e il solo esercizio aerobico, sia seguendo solo il regime dietetico. Il gruppo che ha combinato la dieta con l'esercizio anaerobico di resistenza e aerobico ha perso quasi il 20% in più di grasso rispetto al gruppo che seguiva la dieta e il programma aerobico, e quasi il 30% in più rispetto a quelli che seguivano la sola dieta.
Ma l'esercizio anaerobico di resistenza produce anche degli effetti indiretti sul miglioramento della composizione corporea e sulla perdita di grasso. Eriksson et al. riscontrarono che l'allenamento coi pesi migliora l'efficienza insulinica più dell'allenamento aerobico. Lo scopo dei ricercatori fu quello di valutare gli effetti metabolici dell'esercizio aerobico e dell'esercizio di resistenza con i pesi (in modalità Circuit training) nei soggetti con ridotta tolleranza al glucosio. 22 individui parteciparono allo studio, 14 dei quali presero parte al gruppo aerobico. 7 di questi si allenarono regolarmente per 6 mesi, mentre gli altri 7 fecero da gruppo di controllo. Gli 8 rimanenti parteciparono al programma di resistenza con i pesi in modalità Circuit training per 3 mesi. Il programma aerobico causò un aumento del VO2max e del profilo HDL (colesterolo buono), ma non fu osservato alcun cambiamento sulla sensibilità insulinica. L'allenamento di resistenza invece favorì un aumento della sensibilità all'insulina (smaltimento del glucosio) del 23%, principalmente a causa di un aumento del 27% in metabolismo non-ossidativo del glucosio (sistema anaerobico lattacido glicolitico). I ricercatori conclusero che il Circuit training (allenamento di resistenza), migliorando la sensibilità all'insulina, può ritardare il manifestarsi del diabete mellito di tipo 2 (NIDDM) nei soggetti predisposti, e dovrebbe pertanto essere incluso in un programma di allenamento per i soggetti con ridotta tolleranza al glucosio.
Una review di Kraemer et al. (2002) sintetizzava alcuni dei benefici prodotti dall'allenamento di resistenza, tra cui una riduzione del grasso corporeo, un aumento del metabolismo basale, una riduzione della pressione sanguigna e la richiesta cardiovascolare data dall'esercizio, un miglioramento del profilo lipidico del sangue, della tolleranza al glucosio e della sensibilità all'insulina.
Infine, un importante studio recente (Ormsbee et al., 2007) investigò nello specifico sugli effetti dell'esercizio di resistenza sulla lipolisi nel tessuto adiposo e il conseguente impiego di substrati, per meglio comprendere come l'esercizio di resistenza può contribuire al miglioramento della composizione corporea. La lipolisi e il flusso ematico nel tessuto adiposo sottocutaneo addominale sono stati misurati prima, durante, e per 5 ore dopo l'esercizio di resistenza così come in un giorno di non allenamento (giorno di controllo) in 8 giovani maschi attivi, dall'età media di 24 anni. L'esercizio di resistenza era svolto per 3 volte a settimana per almeno 2 anni. L'ossidazione dei grassi è stata misurata immediatamente prima e dopo l'allenamento tramite calorimetria indiretta per 45 min. I dati della microdialisi hanno indicato che il tasso della lipolisi era più alto del 78% durante e del 75% dopo l'esercizio rispetto allo stesso periodo nel giorno di controllo. I dati della calorimetria indiretta hanno mostrato che l'ossidazione dei grassi era del 105% più elevata nei primi 45 minuti dopo l'esercizio rispetto al giorno di controllo. In questo modo il grasso è sicuramente utilizzato come combustibile al di sopra valori basali (assieme ai carboidrati) durante e dopo l'esercizio di resistenza. Pertanto, il meccanismo indotto dall'esercizio di resistenza contribuisce a migliorare la composizione corporea in parte grazie alla maggiore lipolisi addominale nel tessuto adiposo sottocutaneo e ad una migliore ossidazione generale del grasso corporeo e del dispendio energetico. La lipolisi durante e dopo l'esercizio si ipotizza sia dovuta ai maggiori livelli di adrenalina e noradrenalina. Inoltre, ricerche precedenti mostrano che il GH (un potente attivatore della lipolisi) ha dimostrato valori elevati dopo l'esercizio, e quindi contribuisce notevolmente a questa ossidazione di lipidi post-esercizio.

## Esempi di modalità di allenamento MRT
MRT in Circuit training 1:
- Rematore con bilanciere 20 rip.
- Girate al petto 20 rip.
- Squat frontale 20 rip.
- Push press 20 rip.
- Squat accosciato 20 rip.

Il circuito viene ripetuto per 2-3 volte.
MRT in Circuit training 2:
- Distensioni panca incl. 20 rip.
- Pulley 20 rip.
- Lat machine 20 rip.
- Shoulder press 20 rip.
- Leg press 45° 20 rip.
- Leg curl 20 rip.
- Curl panca incl. 20 rip.
- Push down 20 rip.

Il circuito viene ripetuto per 2-3 volte.
MRT in Circuit training 3:
- Shoulder press man. 20 rip
- Lat machine 20 rip.
- Pulley pr. stretta 20 rip.
- Dist. p. incl. bil. 20 rip.
- Rematore bil. pr. larga 20 rip.
- Dist. p. incl. man. 20 rip.
- Split Squat Bulgaro 20 rip.
- Stacchi alla rumena 20 rip.
- Affondi laterali 20 rip.
- Leg curl 20 rip.

Il circuito viene ripetuto per 2-3 volte.
MRT in Circuit training 4 (Kettlebell):
- Turkish Get-Up con Kettlebell 20 rip.
- Strappo con Kettlebell 20 rip.
- Pistol Squat con Kettlebell 20 rip.
- Military press con Kettlebell 20 rip.
- Renegade Row alternato con Kettlebell 20 rip.

Il circuito viene ripetuto per 2-3 volte.
MRT in Aerobic circuit training:
- Distensioni piana manubri 3 x 15-20
- Burpee 1 x 30"
- Treadmill 30"
- Lat machine stretta 3 x 15-20
- Plunk 1 x 30"
- Treadmill 30"
- Thruster con Kettlebell 3 x 15-20
- Mountain Climbers 1 x 30"
- Treadmill 30"
- Squat frontale 3 x 15-20
- Step-Up Smith machine 1 x 30"
- Treadmill 30"

MRT in Paired set training:
- Distensioni panca incl. bilanciere + Pulley 3 x 15-20 + 15-20 rip. 20-30"
- Arnold press + Lat machine 3 x 15-20 + 15-20 rip. 20-30"
- Hack squat + Prone leg curl 3 x 15-20 + 15-20 rip. 20-30"
- Distensioni panca incl. manubri + Push down 3 x 15-20 + 15-20 rip. 20-30"
- Standing calf machine + Crunch al cavo 3 x 15-20 + 15-20 rip. 20-30"

## Altri metodi di resistenza
- Circuit training (CT)
- Super circuit training (SCT)
- Peripheral Heart Action (PHA)
- High Volume Training (HVT)
- High Intensity Training (HIT)/Heavy duty (HD)
- Weider system
- High Tension Training (HTT)
- Position of flexion (POF)
- German Volume Training (GVT)
- German Body Composition (GBC)
- Hypertrophy-Specific Training (HST)
- Escalating Density Training (EDT)
- Paired set training
- Power factor training
- Static contraction training
- Body contact
- Fascial Stretch Training (FST-7)
- Zone training
- Breve intenso infrequente organizzato (BIIO)
- EMOM